# Roskildemotorvejen
|  | Denne artikel beskriver en fremtidig begivenhed Denne artikel eller sektion handler om planlagt eller forventet fremtidig begivenhed. Der kan forekomme spekulativ information, og indholdet kan ændres dramatisk når begivenheden nærmer sig og mere information bliver tilgængelig. |

Roskildemotorvejen er en foreslået motorvej mellem Ringsted og Roskilde.
Motorvejen skal være et alternativt til en evt. kommende Motorring 5 der skal gå vest om København. Den skal være med til at aflaste hovedvejen primærrute 14 mellem Ringsted og Roskilde for tung trafik samt Køge Bugt Motorvejen.
Så der bliver mere plads på de eksisterende motorveje, som Køge Bugt Motorvejen, Holbækmotorvejen, Motorring 3, Frederikssundmotorvejen, Hillerødmotorvejen og Helsingørmotorvejen.
Den 12. april 2022 blev Vejdirektoratet færdig med en forundersøgelse af Ring 5 mellem Køge og Frederikssundsvej, i undersøgelsen indgår en motorvej mellem Ringsted og Roskilde. Undersøgelsen viste at en motorvej mellem Ringsted og Roskilde er samfundsmæssig repræsentabel.
Motorvejen starter ved Vestmotorvejen E20 og forsætter derefter vest forbi Kværkeby og Vigersted hvor der bliver etableret et tilslutningsanlæg. 
Den passerer derefter igennem Borup og Magle Skov og forsætter forbi Manderup og Osted hvor der etableres et tilslutningsanlæg. Derefter forsætter den forbi Assendløse og passerer vest om Gøderup. Motorvejen ender i Holbækmotorvejen (primærrute 21) ved Roskilde. 